# Manuel Bandeira

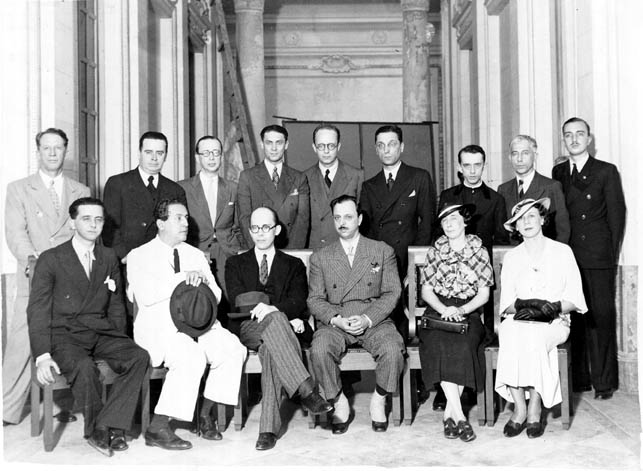
Debout (de gauche à droite) : Manuel Bandeira (3e), Alceu Amoroso Lima (5e) et Dom Hélder Câmara (7e) ; assis : Lourenço Filho, Roquette-Pinto et Gustavo Capanema. Rio de Janeiro, 1936.

Manuel Bandeira, né le 19 avril 1886 à Recife et mort le  13 octobre 1968 à Rio de Janeiro, est un poète et écrivain brésilien. 

## Biographie
Alors qu'il est encore jeune, sa famille s'installe à Rio de Janeiro. En 1903, il part s'installer à São Paulo, où il suit un cursus d'ingénierie à l'école d'enseignement technique supérieur. L'année suivante, il interrompt ses études à cause d'une tuberculose et retourne à Rio de Janeiro. Durant cette période, il commence à écrire de la poésie. En 1917, il s'installe à Rio de Janeiro, où il s'essaye à la critique littéraire et enseigne à la Faculté nationale de philosophie de l'université fédérale de Rio de Janeiro.
En 1922, un de ses poèmes Os Sapos est lu lors de la semaine d'art moderne, qui est un évènement important pour le mouvement moderniste brésilien. Manuel Bandeira n'y participe pas, car il ne partage pas l'avis des modernistes face au Parnasianisme. Néanmoins, il influencera beaucoup les modernistes qui voient en lui un précurseur du Mouvement moderniste. 
Le 13 octobre 1968, il décède d'un arrêt cardiaque.

## La poésie de Bandeira
Manuel Bandeira se qualifie comme étant un « poète mineur ». Une musicalité et une simplicité se dégagent de ses vers-libres. Sa poésie est une poésie lyrique, élégiaque, dont les principaux thèmes sont la solitude, la perte, le désir.

## Œuvres

### Poésie
- A Cinza das Horas, 1917
- Carnaval, 1919
- O ritmo dissoluto, 1924
- Libertinagem, 1930
- Estrela da Manhã, 1936
- Lira dos Cinquent'anos, 1940
- Belo belo, 1948
- Opus 10, 1951
- Estrela da Tarde, 1963

### Prose
- Crônicas da provincia do Brasil, 1937
- Itinerario de Pasargada, 1954
- Flauta de Papel, Alvorada Edições de Arte, 1956
- Andorinha, andorinha, 1966